# Хребет диявола (фільм, 2021)
Хребет диявола — американський фільм жахів виробництва 2021 року. Режисер Бредлі Паркер; сценаристи Стефан Яворський та Ерік Шербарт. Продюсери Алехандро Де Леон й Дієго Галлівіс. Світова прем'єра відбулася 5 березня 2021 року; прем'єра в Україні — 25 березня 2021-го.

## Зміст
Під час дослідницької експедиції в одному полишеному шахтарському містечку група геологів не знаючи про це будить щось зловісне. Це щось перетворює наукову експедицію в боротьбу за виживання.

## Знімались
- Алісія Санс
- Адан Канто
- Вілл Паттон
- Зак Ейвері
- Джонатан Садовськи
- Том Проктор
- Натан Філліпс